# Соловьёв, Николай Ефимович
Николай Ефимович Соловьёв (1918—1993) — лейтенант Советской Армии, участник Великой Отечественной войны, Герой Советского Союза (1944).

## Биография
Родился 10 мая 1918 года в деревне Старый Сиг (ныне — Осташковский район Тверской области) в семье крестьянина. Отец: Ефим Гаврилович, мать: Анна Трифоновна. После окончания средней школы и рыболовецкого техникума работал помощником директора рыбхоза в Осташкове. 11 сентября 1937 года был призван на службу в Рабоче-крестьянскую Красную армию.
С начала Великой Отечественной войны — на её фронтах. В боях три раза был ранен. 16 июля 1941 года на Северном фронте в боях на Кольском полуострове был тяжело ранен. После излечения направлен на Калининский фронт, где 24 декабря 1941 года был вторично тяжело ранен на подступах к городу Холм Новгородской области.
30 мая 1943 года старшина 992-го стрелкового полка 306-й стрелковой дивизии 43-й армии Калининского фронта Николай Соловьёв за совершённое воинское преступление трибуналом разжалован в рядовые и направлен в штрафную роту.
6 июля 1943 года стрелок находившейся в оперативном подчинении 306-й стрелковой дивизии 47-й отдельной штрафной роты 43-й армии Калининского фронта, красноармеец Николай Соловьёв участвовал в разведывательной операции штрафной роты на территории Пречистенского (ныне Духовщинского) района Смоленской области. У деревни Горохово, руководя группой захвата, лично уничтожил трёх гитлеровцев, взорвал три дзота, захватил стереотрубу и важные документы. За это был награждён медалью «За отвагу».
Вскоре после этого освобождён из штрафной роты, восстановлен в прежнем звании. В 43-й армии находился до конца войны. Назначен помощником командира телефонно-кабельного взвода 388-й отдельной роты связи 306-й стрелковой дивизии. В этом составе участвовал на Калининском фронте в Духовщинско-Демидовской наступательной операции (14 сентября — 2 октября 1943) — составной части Смоленской стратегической операции.
На 1-м Прибалтийском фронте участвовал в Городокской (13 — 31 декабря 1943 года) и Витебской (3 февраля — 13 марта 1944 года) фронтовых наступательных операциях. Во время Городокской операции с 19 декабря 1943 года при прорыве обороны противника и дальнейшем наступлении на населённые пункты Михалёво, Холудны и Битовка под артиллерийско-миномётным огнём лично наводил связь и устранял повреждения линии, благодаря чему в самые напряжённые моменты боя связь работала бесперебойно. Был награждён медалью «За боевые заслуги».
К июню 1944 года старшина Николай Соловьёв был помощником командира штабного взвода 388-й отдельной роты связи 306-й стрелковой дивизии 43-й армии 1-го Прибалтийского фронта. Отличился во время освобождения Витебской области.
23 июня 1944 года взвод Соловьёва участвовал в прорыве немецкой обороны у деревни Медведи Шумилинского района, поддерживая бесперебойную связь между командованием дивизии и полками. 24 июня 1944 года Соловьёв со своими товарищами проложил кабель связь через Западную Двину в районе деревни Шарипино Бешенковичского района и поддерживал её бесперебойную работу. Собрав самодельный плот, Соловьёв по собственной инициативе переправлял советских бойцов и командиров с вооружением.
Указом Президиума Верховного Совета СССР от 22 июля 1944 года за «мужество и героизм, проявленные при форсировании Западной Двины», старшина Николай Соловьёв был удостоен высокого звания Героя Советского Союза с вручением ордена Ленина и медали «Золотая Звезда» за номером 4145.

### Послевоенные годы
В 1946 году был уволен в запас. В 1949—1952 годах вновь служил в Советской Армии, был уволен в запас в звании лейтенанта. После работал в Осташковском рыбколхозе, затем на Завидовской птицефабрике. Последние годы проживал в городе Осташков Тверской области.
Умер 7 декабря 1993 года. Похоронен в деревне Верхние Котицы (Сиговское сельское поселение).

## Награды
- Звание Героя Советского Союза с вручением ордена Ленина и медали «Золотая Звезда» за номером 4145[1].
- Орден Отечественной войны 1-й и 2-й степеней[1]
- Орден Красной Звезды[1]
- Медаль «За взятие Кенигсберга»[5]
- Медаль «За победу над Германией в Великой Отечественной войне 1941—1945 гг.»[5]